# Jean d'Arckel
Jean d'Arckel ou Jan van Arckel, né en 1314 et mort en juin ou juillet 1378, est évêque d'Utrecht depuis 23 ans, quand le pape Urbain V le choisit en 1364 pour succéder à Englebert de la Marck en tant que prince-évêque de Liège.

## Origines
Jean est le fils de Jean III d'Arkel (1275-1324) et de sa deuxième épouse Kunigonda van Virneburg.
L'évêque Jean était souvent confondu par les auteurs avec Jean IV d'Arkel (1314-1360) et Jean V d'Arkle (1362-1428). Jean IV était le fils de Jean III d'Arkel de son premier mariage avec Mabelia van Voorne (1273-26 février 1313) et donc le demi-frère de l'évêque Jean. Quant à Jean V d'Arkle, il est le petit-fils de Jean III d'Arkel, par l'intermédiaire de son fils Othon d'Arkel. L'évêque Jean d'Arkel n'est jamais mentionné avec une numérotation.

## Évêque d'Utrecht
Après la mort de l'évêque Jean de Diest en 1340, il ne devint pas immédiatement son successeur. Les chapitres avaient élu Jean de Bronkhorst et le pape avait nommé Nicola Capocci. Cependant, comme ce dernier n'avait pas été accepté par les chapitres, il s'est retiré après avoir tenu l’évêché pendant une courte période. La nomination de Jean d'Arkel comme évêque était particulièrement due à l'influence du comte Guillaume IV de Hollande.
Son prédécesseur avait quitté le monde terrestre possédant le Sticht d'Utrecht sous le protectorat du Comté de Hollande, et l'objectif de Jean d'Arkel visait à se retirer de la tutelle de ses anciens protecteurs hollandais. Il s'est révélé très efficace dans ce domaine et a également réussi à mettre de l'ordre dans les finances de l'évêché. Il a été soutenu dans ses actions par la ville même d'Utrecht, qui avait compris que sans une seigneurie forte et une autorité centralisée, la position de divers nobles secondaires mais indépendants, deviendrait trop menaçante, avec leurs exactions de barons voleurs et pilleurs. La ville a donc décidé de prendre ses distances avec la Hollande et a conclu une alliance avec l'évêque en 1344.
Jean d'Arkel, qui s'était installé à Grenoble en 1343 pour épargner les frais d'une résidence trop ostentatoire, a été rappelé en 1345 par son frère et locum tenens, Robert d'Arkel, lorsque le comte Guillaume a décidé d'attaquer Utrecht. Le 8 juin 1345, menant une forte armée, il assiégea la ville. Après huit semaines de siège, Utrecht accepta une trêve, dans laquelle la cité devait reconnaître la position du comte. Cependant, cette condition a été suspendue deux mois plus tard, lorsque la querelle entre Hameçons et Cabillauds a éclaté en Hollande. Une lutte de partis similaire a éclaté en Gueldre à cette époque, ce qui détourna là aussi, l'attention sur le Sticht.
Cette situation d'instabilité a renforcé la position du Sticht et rendu possibles de nouvelles actions contre la Hollande. Avec le soutien de la ville, des bastions hollandais comme Eemnes et IJsselstein furent attaqués en 1346 et en 1348. Il est alors entré en conflit direct avec la Hollande et Gueldre. Mais toutes ces actions coûtèrent plus que ce que Jean pouvait se permettre, et c'est ainsi que les ennuis commencèrent. Par exemple, il a dû engager tout l'Oversticht (nl), à l'exception de Vollenhove, à Frederik van Eese, qui l'avait aidé à vaincre le banneret de Zutphen, Gijsbrecht van Bronkhorst. L'année suivante, Vollenhove et le Nedersticht (nl) ont été également engagés. En outre, le Pape avait mandaté un représentant dans le but de confisquer la luxueuse vaisselle de table de Jean afin de lui faire régler les frais de celle-ci en retard.
Jean se retira à nouveau à Grenoble, mais revint en 1351 et, les années suivantes, il réussit à retrouver sa place et à restaurer son autorité dans le diocèse. Il a, une fois encore, agi contre des nobliaux gênants et des chevaliers voleurs, dont plusieurs châteaux, situés sur des positions stratégiques, sont tombés manu militari sous la coupe d'Utrecht. Au sein de la ville, la stabilité a été maintenue par l'exil du parti pro-hollandais des Gunterlingen. Enfin, après une dernière campagne contre la Hollande en 1355-1356, la paix est provisoirement signée : le Nedersticht est à nouveau sous la protection du comte et les barons voleurs sont arrêtés.
La situation dans tout le Sticht était alors plus calme qu'elle ne l'avait été depuis longtemps. En conséquence, la ville d'Utrecht avait acquis de plus en plus de pouvoir en échange du soutien financier aux opérations militaires. Elle s'est ainsi engagée sur le chemin de son indépendance.

## Évêque de Liège
En 1364, Jean d'Arkel est transféré à Liège par le pape Urbain V. En raison du pouvoir important des guildes, il était moins en mesure d'exercer son pouvoir dans cette cité qu'à Utrecht. Cependant, en 1366, il réussit à intégrer le comté de Looz dans le prince-évêché.
En 1373, il fut contraint de créer le Tribunal des XXII. C'était un tribunal souverain ayant droit de décision, pour la défense de tout sujet liégeois contre le comportement fautif des fonctionnaires épiscopaux, et qui avait déjà existé pendant une courte période sous le règne d'Adolphe II de La Marck. En 1374, Jean d'Arkel dut s'enfuir à Maastricht pour échapper à la vindicte de ses sujets rebelles. Maastricht est alors assiégée par la populace de Liège. Ce siège ne prend fin qu'après un appel au calme du pape Grégoire XI.
En août 1377, il consacra le chœur de l'église Notre-Dame de Huy. D'Arkel est décédé à l'âge de 63 ans à Liège. Il laisse derrière lui deux enfants : Cunegonde, née en 1345, épouse de Edmond Rover († < 1403), et Johan van Arkel, seigneur de Rijnestein (nl) (1350-1413).
Il est enterré dans la cathédrale Saint-Martin d'Utrecht. Après la Réforme, des parties de sa tombe ont été incorporées dans le mur qui ferme la chapelle qui porte son nom au sein de la cathédrale.